# Joseph Bessala
Joseph Bessala (Douala, 1 de enero de 1941 - Yaoundé, 25 de abril de 2010) fue un boxeador camerunés, que se colgó la medalla de plata en los Juegos Olímpicos de México 1968 en la categoría de wélter.

## Amateur
En 1965, Bessala ganó la medalla de oro en los Juegos Panafricanos de 1965 de Brazzaville y fue dos veces campeón de los Campeonatos Africanos en la categoría wélter (Lagos en 1966 (venciendo al ghanés Eddie Blay en la final) y Lusaka en 1968 (donde ganaría al zambiano Julius Luipa). Se colgó la medalla de plata en los Juegos Olímpicos de México 1968, perdiendo en la final con Manfred Wolke.

## Professional
En octubre de 1968, Bessala comenzó su carrera profesional con una victoria, venciendo al belga Jean-Pierre Heirmann por KO técnico. Su balance fue de once victorias y un empate. En noviembre de 1974, su última victoria con Eddie Blay le daría a Bessala el título africana de la clase wélter. Un título que le arrebataría Salem Ouedraogo en enero de 1976. Después de un descanso, Bessala intentó volver a luchar por el título africano con su compatriota, Bechir Boundka, en junio de 1978. Su objetivo era defender este título de nuevo en su 16.ª pelea, pero Mimoun Mohatar de Marruecos lo noqueó en el 12º asalto en diciembre de 1978. Bessala se retiró del boxeo poco después.